# ゴーラー線
ゴーラー線 (英語:Gawler (Central) railway line)はオーストラリア南オーストラリア州アデレード市のアデレード駅から同州ゴーラー町のゴーラー中央駅までを結ぶアデレード・メトロの鉄道路線である。通勤鉄道としてアデレード中心街からソールズベリー市を通り、郊外のゴーラーを繋ぐ。ターミナル駅のアデレード駅を除き、ゴーラー線は他路線との乗り換え駅が一駅もない路線で、これはアデレード都市圏の中では唯一である。

## 歴史

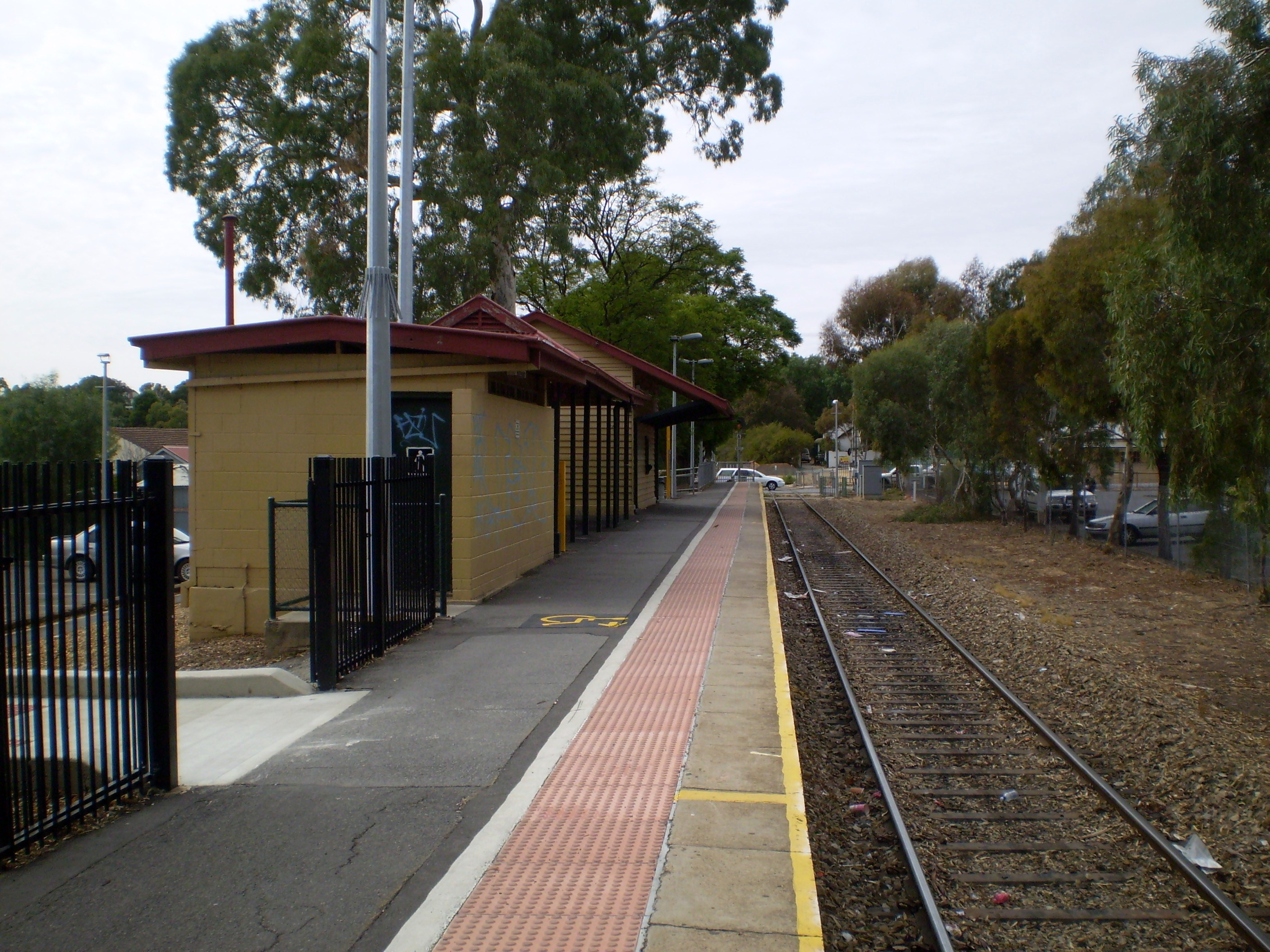
ゴーラーにあるターミナル駅のゴーラー中央駅

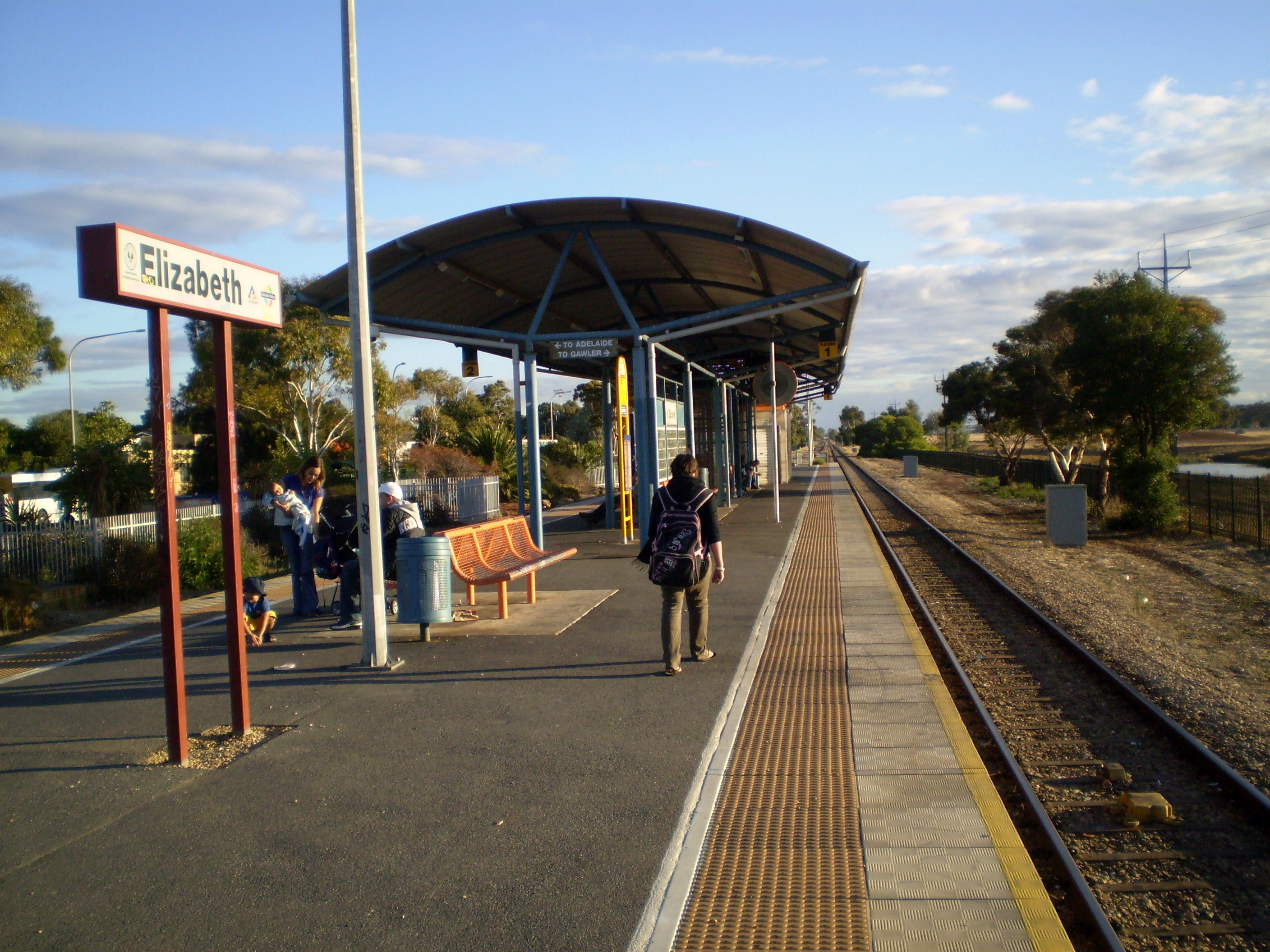
2011年12月に改装される前のエリザベス駅

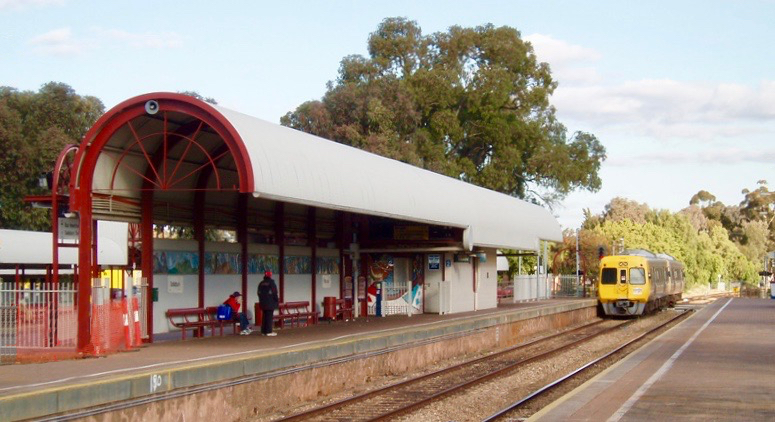
一日の乗降人員上位三位に入るソールズベリー駅 (2006年

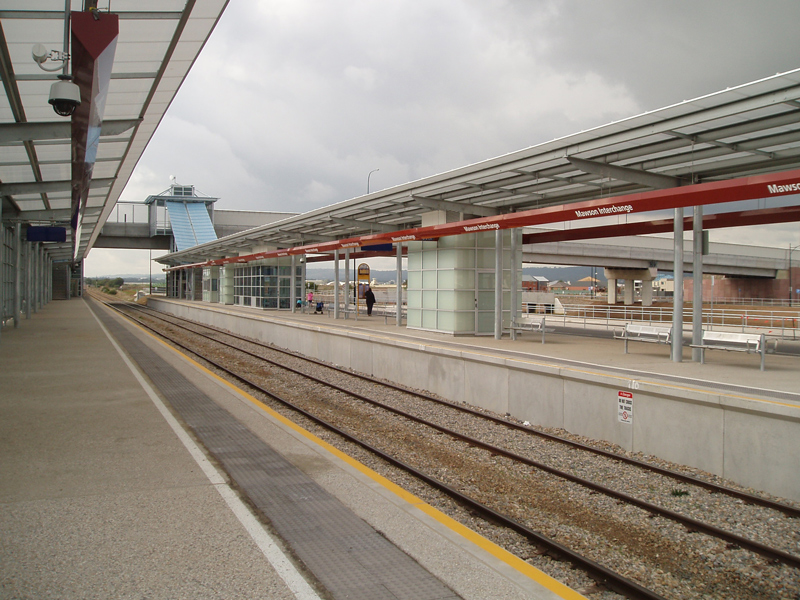
2006年に開業したモーソンレイクス駅

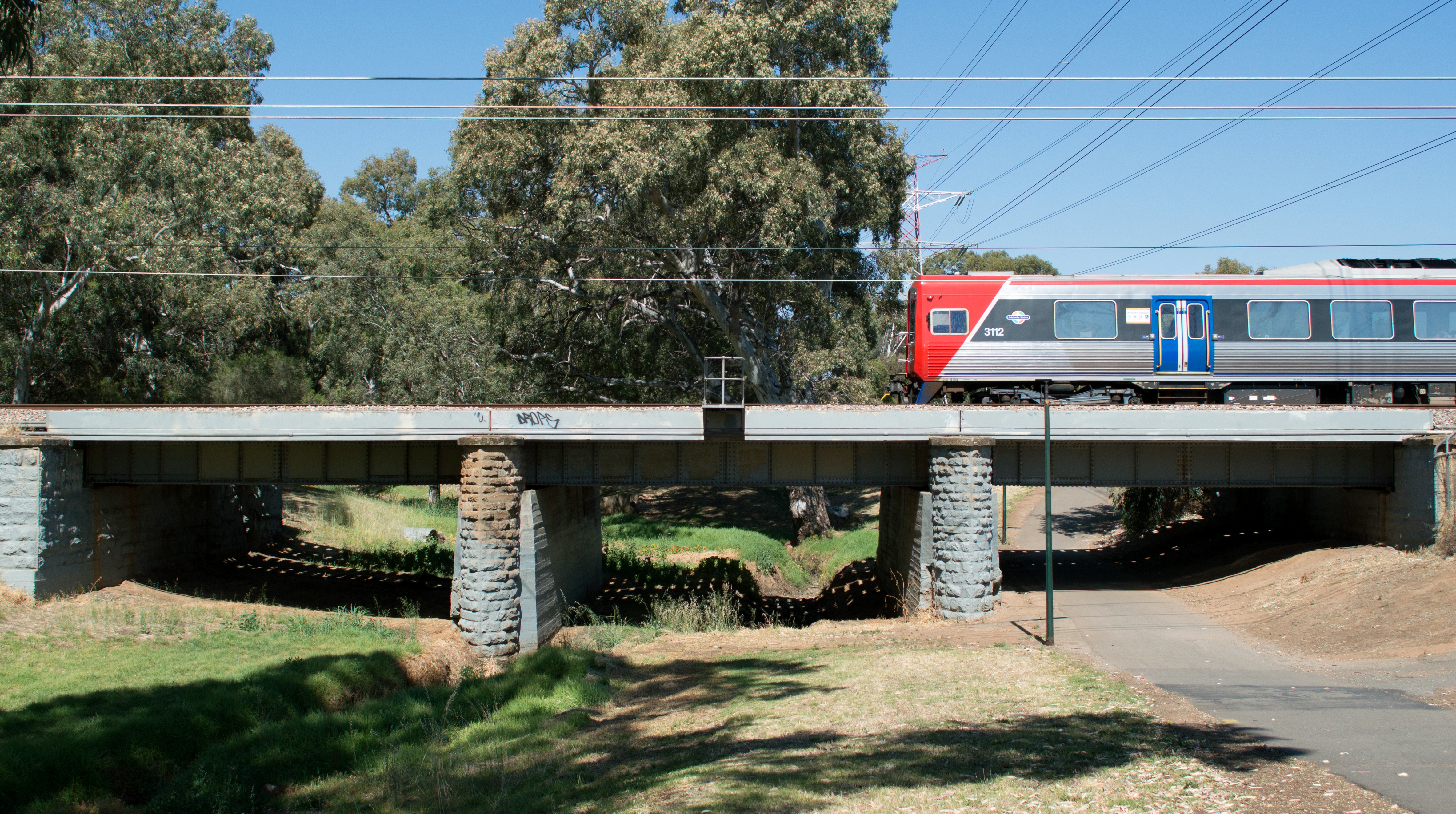
ソールズベリー市のリトルパラ川にかかる鉄道橋。1889年以前に建設されて以来、現在も使用されている。

1857年にアデレード駅・ゴーラー駅間が開通した。銅鉱山の発見と銅鉱石の生産量が高まったことにより1860年にはカプンダ (現在のモーガン線)まで延線し、後にアンガストン、トルロー、モーガン、ロバーツタウン、ピーターバラ、スポルディング、グラッドストウンまで開業した。アデレード駅からソールズベリー駅までは複線の広軌鉄道として運用されており、標準軌単線のアデレード・ポートオーガスタ線と併走する。ソールズベリーの北部は標準軌の線路がゴーラーに向けて北西に向かい、ソールズベリーからゴーラー駅までは複線の広軌が2本確保されており、ゴーラーの北側には単線の広軌線路が運用されている。 
2006年には高級住宅街であるモーソンレイクスにモーソンレイクス駅が開業し、2008年に全線電化に向けてゴーラー線の改装工事が南オーストラリア州政府の支援の下開始された。またそれにともない道床や枕木、軌道が取り替えられた。

## 運行形態
ゴーラー線は普通列車と急行列車で運行されており、どちらもアデレード駅-ゴーラー中央駅の全区間で運行している。急行列車はハイフリークエンシー駅 (Hi Frequency Stations)と呼ばれる駅のみ停車する。ハイフリークエンシー駅に指定されているのはゴーラー中央駅、ゴーラー駅、スミスフィールド駅、エリザベス駅、ソールズベリー駅、モーソンレイクス駅、アデレード駅の7駅であり、急行列車は平日午前7時30分から午後6時30分の間15分おきに運行されている。
ゴーラー線の営業キロは延べ42.2キロメートル (26.2 mi)であり、アデレードの鉄道の中では最長である。軌道の幅は他のアデレードの鉄道路線と同じく、広軌 (1,600 mm (5 ft 3 in))が採用されている。

### 駅一覧
| アデレード駅                      | 0.0 km  | 1856     | アデレード市北テラス121-125番地            | ベルエアー線 アウターハーバー線 グレンジ線 シーフォード線 フリンダーズ線 アデレードの路面電車 アデレードの路線バス |
| 北アデレード駅                    | 2.5 km  | 1857年   | 北アデレード                               | |
| オヴィンハム駅                    | 3.6 km  | 1880年代 | プロスペクト市リナウン公園オヴィンハム     | バス |
| ダッドリー公園駅                  | 4.9 km  | 1915年   | プロスペクト市ダッドリー公園               | |
| イズリントン駅                    | 6.0 km  | ??       | プロスペクト市ダッドリー公園               | |
| キルバーン駅                      | 7.7 km  | 1915年   | ポートアデレードエンフィールド市キルバーン | |
| ドライクリーク駅                  | 10.6 km | 1856年   | ドライクリーク                             | |
| モーソンレイクス駅                | 14.3 km | 2006年   | ソールズベリー市モーソンレイクス           | バス |
| グリーンフィールズ駅              | 18.1 km | 1969年   | パラフィールドガーデンズ                   | |
| パラフィールドガーデンズ駅        | 16.6 km | 1968年   | パラフィールドガーデンズ                   | |
| パラフィールド駅                  | 17.7 km | 1928     | パラフィールドパラフィールドガーデンズ     | |
| チッダ駅                          | 18.6 km | ??       | ソールズベリーダウン南ソールズベリー       | |
| ソールズベリー駅                  | 20.2 km | 1857年   | ソールズベリー                             | バス |
| ヌールッタ駅                      | 21.5 km | 1950年   | 北ソールズベリー                           | |
| 南エリザベス駅                    | 24.0 km | 1955年   | プレイフォード市南エリザベス               | |
| エリザベス駅                      | 25.8 km | 1960年   | エリザベス                                 | バス |
| ウォーマ駅                        | 27.3 km | 1950年   | 北エリザベス北エディンバラ                 | |
| ブロードメドウズ駅                | 28.2 km | 1950年代 | 北エリザベスダヴォレン公園                 | |
| スミスフィールド駅                | 30.2 km | 1857年   | スミスフィールド                           | バス |
| ムノーパラ駅                      | 32.2 km | 1978年   | ムノーパラ                                 | バス |
| クドラ駅                          | 34.1 km | 1959年   | クドラ                                     | |
| タンベリン駅                      | 37.4 km | 1947年   | エヴァンストンガーデンズ                   | |
| エヴァンストン駅                  | 38.3 km | ??       | エヴァストン                               | |
| ゴーラー競馬場駅 (イベント時のみ) | 39.3 km | 1913年   | エヴァストン                               | |
| ゴーラー駅                        | 39.8 km | 1857年   | 南ゴーラー西ゴーラー                       | バス |
| ゴーラーオーヴァル駅              | 41.4 km | ??       | ゴーラー                                   | |
| ゴーラー中央駅                    | 42.2 km | 1911年   | ゴーラー                                   | |

## 沿線概況
以下にゴーラー線の線路および沿線の概況について記す。
始発駅のアデレード駅はアデレードカジノとインターコンチネンタルアデレード、アデレード国際会議場と直結した地下駅 (島式ホーム)である。アデレード駅を出ると左手に王立アデレード病院が見え、シーフォード線とアデレード・ウォズリー線と分かれる。その後カーブを右にカーブし北へと進路を変え、トレンズ川 (カッラウィッラ・パーリ)にかかる橋を渡る。
川を渡るとすぐにゴーラー線とアウターハーバー線、グレンジ線の路線を二手に分かれる。右に分かれた後北アデレード駅へ至る。北アデレード駅を出ると都市環状線の高架下をくぐり抜けオヴィンハム駅に到着する。その後住宅地を通り抜けダッドリー公園、イズリントン駅に向かう。イズリントン駅とキルバーン駅の間、右手にコストコアデレード店が見える。
キルバーン駅を出発すると緩やかに北東へと進路を変え、グランドジャンクション道路をくぐり抜けた後ドライクリーク・ポートアデレード線と分岐する。その後ドライクリーク駅を出ると右手にモバラ公園 (Mobara Park)が見え高級住宅街にあるモーソンレイクス駅へと至る。
モーソンレイクス駅からは各駅間の距離が短く、4キロ内に4駅 (グリーンフィールズ駅。パラフィールドガーデンズ駅、パラフィールド駅、チッダ駅)存在する。この4駅の間、右手にはパラフィールド空港が眺めることができる。
その後ソールズベリー駅、ヌールッタ駅へと抜け左手に草原、右手に住宅地を眺めながら南エリザベス駅、エリザベス駅へ到着する。エリザベス駅はエリザベスシティーセンターというショッピングセンターの最寄り駅である。
ウォーマ駅からムノーパラ駅まで住宅地を突っ切るルートで走行する。
ムノーパラ駅からエヴァンストン駅までは農地が広がり、そこから1.5キロ進むとゴーラー駅に到着する。南パラ川を渡りしばらくすると終点のゴーラー中央駅に到着する。

## 運行形態

### 旅客列車

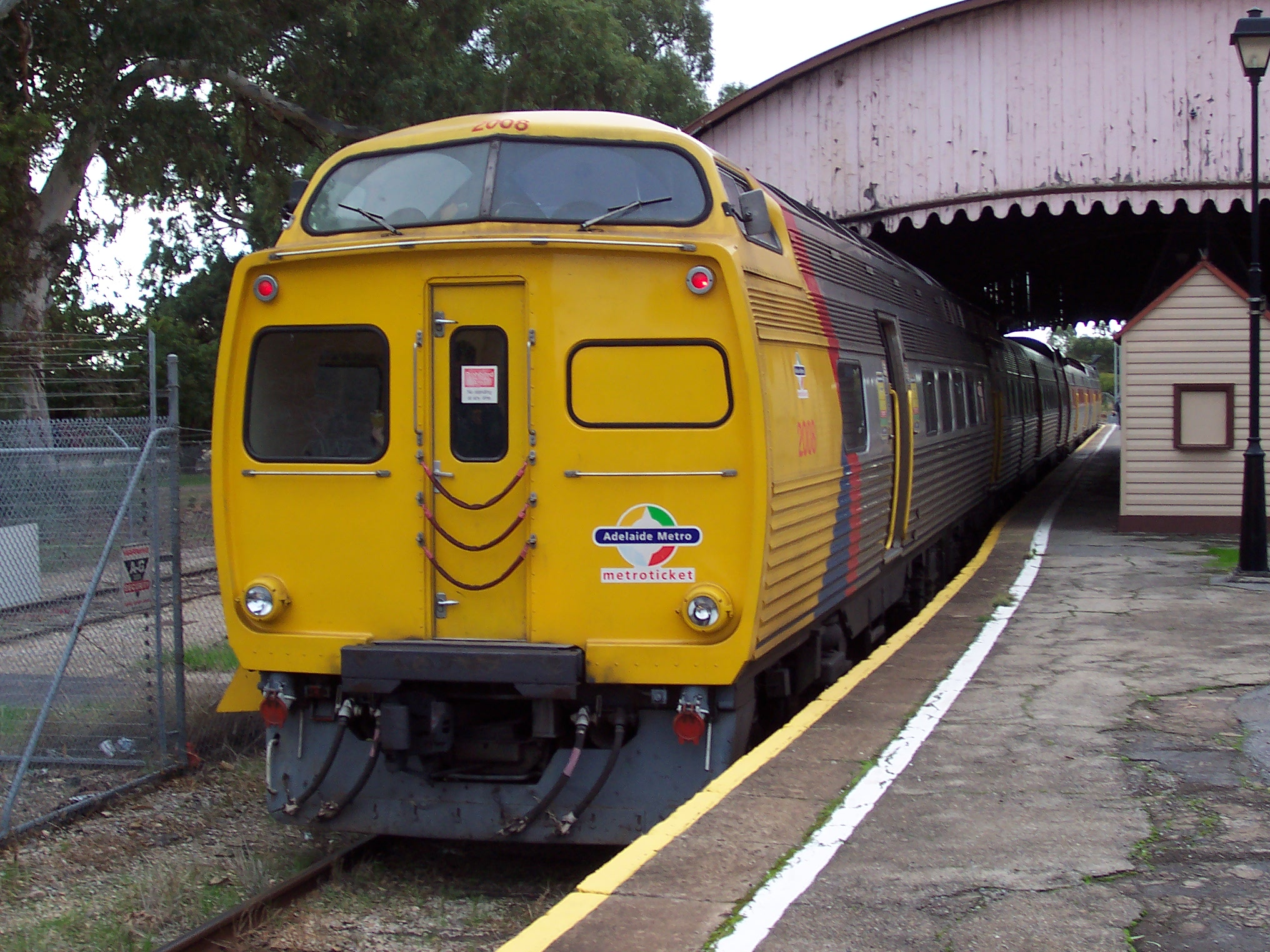
アデレード・メトロの2000型列車

ゴーラー線の全路線はアデレード・メトロによって運営されている。2008年4月28日、運行の能率を上げるために新しい時刻表が改正され、高頻度駅 (Hi-Frequency station)制度が導入された。ゴーラー線の多くの旅客列車がゴーラー駅やゴーラー中央駅が終始着点であるのに対し、朝ラッシュ時に運行されるモーニングピーク急行はソールズベリー駅が始発駅となる。

#### 快速
高頻度駅に該当するのはイズリントン駅、モーソンレイクス駅、パラフィールド駅、ソールズベリー駅、エリザベス駅、スミスフィールド駅、タンベリン駅、ゴーラー駅であり、他の駅では30分おきに列車が停車するのに対し、高頻度駅ではラッシュアワー時に15分おきに列車が停車する。
アデレード駅-ドライクリーク駅間において、休日は30分ごとに3000/3100型の特急列車が運行され、イヴニング/ナイト列車は1時間に1本、北アデレード駅を除き全ての鉄道駅に停車する。2008年4月までゴーラー線内では殆どの列車に3000型が使用されていたが、時刻表が改正されたことにより2000型がとりわけラッシュ時に頻繁に運用されるようになった。2000型は2015年8月に廃止された。

### 貨物列車
オーストラリア鉄道軌道公社のアデレード・ポートオーガスタ線 (標準軌)が、アデレード・ソールズベリー間の広軌線路と並行して走っており、この貨物輸送は今でもアデレードの輸送機関にとって主要な要素となっている。
2014年6月までペンライスストーン線の貨物列車がゴーラー線の軌道上を運行していたが、2020年現在運行されてない。